# إعصار سيرجيو (2018)
إعصار سيرجيو هو إعصار استوائي قوي من الدرجة الأولى أثر على شبه جزيرة باجا كاليفورنيا كعاصفة مدارية، اتبع مساراً حلزونياً غريباً ثم غير مساره محدثا بذلك فيضانات كبيرة في جميع أنحاء جنوب تكساس في أوائل أكتوبر 2018.

## روابط خارجية
- الأرشيف الاستشاري للمركز الوطني للأعاصير حول إعصار سيرجيو